# Сентиментальное путешествие на картошку
«Сентиментальное путешествие на картошку» — советский художественный фильм, молодёжная драма о любви. Вышел на экраны 6 августа 1986 года.
Фильм стал первой самостоятельной режиссёрской работой кинооператора Дмитрия Долинина (его дебютный фильм «Три года» 1980 года по повести Чехова был снят совместно со Станиславом Любшиным). Сценарий был написан Андреем Смирновым. Главную роль исполнил Филипп Янковский, для которого эта роль стала первой, не считая съёмок в фильме «Зеркало» в пятилетнем возрасте.

## Сюжет
Петя Карташов поступает в институт и в начале сентября в числе первокурсников отправляется в деревню «на картошку». Его девушка, которая сама в институт не поступила, не хочет отпускать его, говоря, что там он «влюбится в какую-нибудь дрянь». Действительно, в первый же день Петя замечает блондинку Аню в красной кепке, в которую влюбляется. Он признаётся девушке, что давно мечтал влюбиться в такую, как она, однако та говорит ему, что не испытывает взаимных чувств. Тем временем с опозданием в деревню прибывает Воронец, который поселяется в той же избе, что и Петя, и время от времени рассказывает окружающим о своих любовных похождениях.
Однажды за обедом Аня признаётся, что соскучилась по тёмному шоколаду. Петя вечером едет в ближайший магазин и покупает шоколад, но на последний автобус не успевает и возвращается в избу к товарищам только к ночи. Те сообщают ему, что Воронец под предлогом дня рожденья пригласил к ним двух девушек, а потом ушёл с девушкой в красной кепке. Наутро Воронец возвращается и рассказывает, что провёл ночь с Аней в амбаре, чем вызывает бешенство у Пети, который кричит Воронцу, что тот лжёт. Однако позже Петя не раз видит Аню вместе с Воронцом, а однажды, встретив их целующимися у стога сена, кричит: «Ненавижу!» и убегает.
Проходит срок пребывания на картошке. Умирает баба Зоя, у которой Петя с товарищами снимал комнату и которая рассказывала им о прежней жизни в деревне. Воронец начинает избегать Аню, и однажды Петя застаёт её в слезах. Рыдая, она говорит, что сама во всём виновата. Вскоре студенты на двух автобусах возвращаются в город.

## В ролях
- Филипп Янковский — Петя Карташов
- Анжелика Неволина — Аня Баскина
- Пётр Семак — Лёша Воронец
- Андрей Гусев — Василий Середа
- Николай Устинов — Николай Проскурин, староста
- Василий Арканов — Никита Успенский
- Евгения Баркан — баба Зоя
- Фёдор Валиков — дед Серёга, хозяин дома
- Эльвира Колотухина — Тося, соседка бабы Зои
- Сергей Русскин — Игорь, местный хулиган
- Мария Мушкатина — Катя
- Юлия Бочанова — Настя
- Валентин Трущенко — Альберт, колхозник (озвучил Игорь Ефимов)
- Вадим Малышев — Лыкиш
- Дмитрий Месхиев — студент-кавказец
- Алексей Симонов — студент
- Марина Яковлева — эпизод

## В культуре
Фраза «Начальство в лицо надо знать», произнесённая старостой Николаем и являющаяся парафразом вицинской сентенции из фильма «Дайте жалобную книгу», вошла в словарь крылатых фраз и афоризмов отечественного кино А. Ю. Кожевникова.